# Gigaton
Gigaton é o décimo primeiro álbum de estúdio da banda de rock Americana Pearl Jam, lançado em 27 de março de 2020. Este é o primeiro álbum da banda em sete anos, o anterior foi Lightning Bolt de 2013. O álbum está em pré-venda no site oficial da banda. Os títulos das faixas foram divulgados nas redes sociais da banda em 20 de janeiro de 2020. Originalmente anunciado como o primeiro single do álbum, "Can't Deny Me", lançado em 2018 ficou de fora de Gigaton. O primeiro single de Gigaton foi "Dance of the Clairvoyants", lançado em 22 de janeiro de 2020. O segundo single, "Superblood Wolfmoon", foi lançado em 18 de fevereiro de 2020. O terceiro single, "Quick Escape", foi lançado em 25 de março de 2020. A capa do álbum foi produzida pelo fotógrafo Paul Nicklen. O lançamento do álbum foi agendado para coincidir com a turnê Norte-Americana da banda, que acabou sendo adiada devido a Pandemia de Coronavírus.

## Lista de faixas
Todas as letras compostas por Eddie Vedder, exceto as faixas 5, 8, 9 e 11.
| N.º            | Título                      | Compositor(es)                                                 | Duração |  |
| 1.             | "Who Ever Said"             | Vedder                                                         | 5:11    |  |
| 2.             | "Superblood Wolfmoon"       | Vedder                                                         | 3:49    |  |
| 3.             | "Dance of the Clairvoyants" | Vedder, Jeff Ament, Matt Cameron, Stone Gossard, Mike McCready | 4:25    |  |
| 4.             | "Quick Escape"              | Vedder, Ament                                                  | 4:47    |  |
| 5.             | "Alright"                   | Ament                                                          | 3:44    |  |
| 6.             | "Seven O'Clock"             | Ament, Gossard, McCready, Vedder                               | 6:14    |  |
| 7.             | "Never Destination"         | Vedder                                                         | 4:17    |  |
| 8.             | "Take the Long Way"         | Cameron                                                        | 3:42    |  |
| 9.             | "Buckle Up"                 | Gossard                                                        | 3:37    |  |
| 10.            | "Comes Then Goes"           | Vedder                                                         | 6:02    |  |
| 11.            | "Retrograde"                | McCready                                                       | 5:22    |  |
| 12.            | "River Cross"               | Vedder                                                         | 5:53    |  |
| Duração total: | Duração total:              | Duração total:                                                 | 57:03   |  |

## Créditos
- Eddie Vedder – vocalista
- Mike McCready – guitarra solo
- Stone Gossard – guitarra rítmica, baixo
- Jeff Ament – baixo, teclado
- Matt Cameron – bateria
- Boom Gaspar – teclado

## Paradas musicais
| País/Parada (2020)                      | Melhor posição |
| --------------------------------------- | -------------- |
| Austrália (ARIA)                        | 3              |
| Áustria (Ö3 Austria Top 40)             | 1              |
| Bélgica (Ultratop Flandres)             | 4              |
| Bélgica (Ultratop Valônia)              | 2              |
| Canadá (Billboard)                      | 5              |
| Croácia (IFPI)                          | 1              |
| República Tcheca (ČNS IFPI)             | 12             |
| Dinamarca (Hitlisten)                   | 6              |
| Países Baixos (Dutch Charts)            | 2              |
| Finlândia (Suomen virallinen lista)     | 5              |
| França (SNEP)                           | 34             |
| Alemanha (Offizielle Deutsche Charts)   | 3              |
| Grécia (IFPI)                           | 1              |
| Hungria (MAHASZ)                        | 6              |
| Irlanda (Official Irish Albums)         | 6              |
| Itália (FIMI)                           | 1              |
| Japão (Oricon)                          | 30             |
| Nova Zelândia (RMNZ)                    | 6              |
| Noruega (VG-lista)                      | 4              |
| Polónia (ZPAV)                          | 6              |
| Portugal (AFP)                          | 1              |
| Escócia (Official Scottish Albums)      | 3              |
| Espanha (PROMUSICAE)                    | 1              |
| Suécia (Sverigetopplistan)              | 10             |
| Suíça (Schweizer Hitparade)             | 2              |
| Reino Unido (Official Albums Chart)     | 6              |
| Estados Unidos (Billboard 200)          | 5              |
| Estados Unidos (Top Alternative Albums) | 1              |
| Estados Unidos (Top Hard Rock Albums)   | 1              |
| Estados Unidos (Top Rock Albums)        | 1              |